# Брацци, Россано
Россано Брацци (итал. Rossano Brazzi, 1916—1994) — итальянский актёр.

## Биография
Брацци родился 18 сентября 1916 года в Болонье. Он осиротел в годы диктатуры Муссолини, когда его родители были убиты. В студенческие годы, прошедшие во Флоренции, Брацци увлёкся театром, ради актёрской профессии решил оставить учёбу на юриста. На больших экранах он дебютировал в 1939 году в фильме «Суд и смерть Сократа». В небольшой период времени актёр сыграл значительное число романтических героев в кино, и в начале 1940-х годов стал одной из главных звёзд итальянского кино. В годы Второй мировой войны он работал с группами сопротивления в Риме.
В 1940 году женился на Лидии Бартолини, затем сыграл главную роль в фильме Гоффредо Алессандрини «Стеклянный мост» (Il ponte di vetro), а в 1942 году снялся у этого же режиссёра в большом фильме по роману Айн Рэнд «Мы — живые» в двух частях — Noi vivi и Addio, Kira в роли русского аристократа Лео Коваленски. Стал любимым актёром режиссёра Гуидо Бриньоне, который снимал его в своих исторических фильмах (в частности, в фильме 1942 года «Мария Малибран»), также сыграл Дубровского в экранизации пушкинской повести режиссёра Риккардо Фреда в 1946 году (фильм «Чёрный орёл», побивший в сезоне 1946—1947 года рекорд сборов) и в его продолжении 1951 года (La vendetta di Aquila nera — «Месть Чёрного орла»).

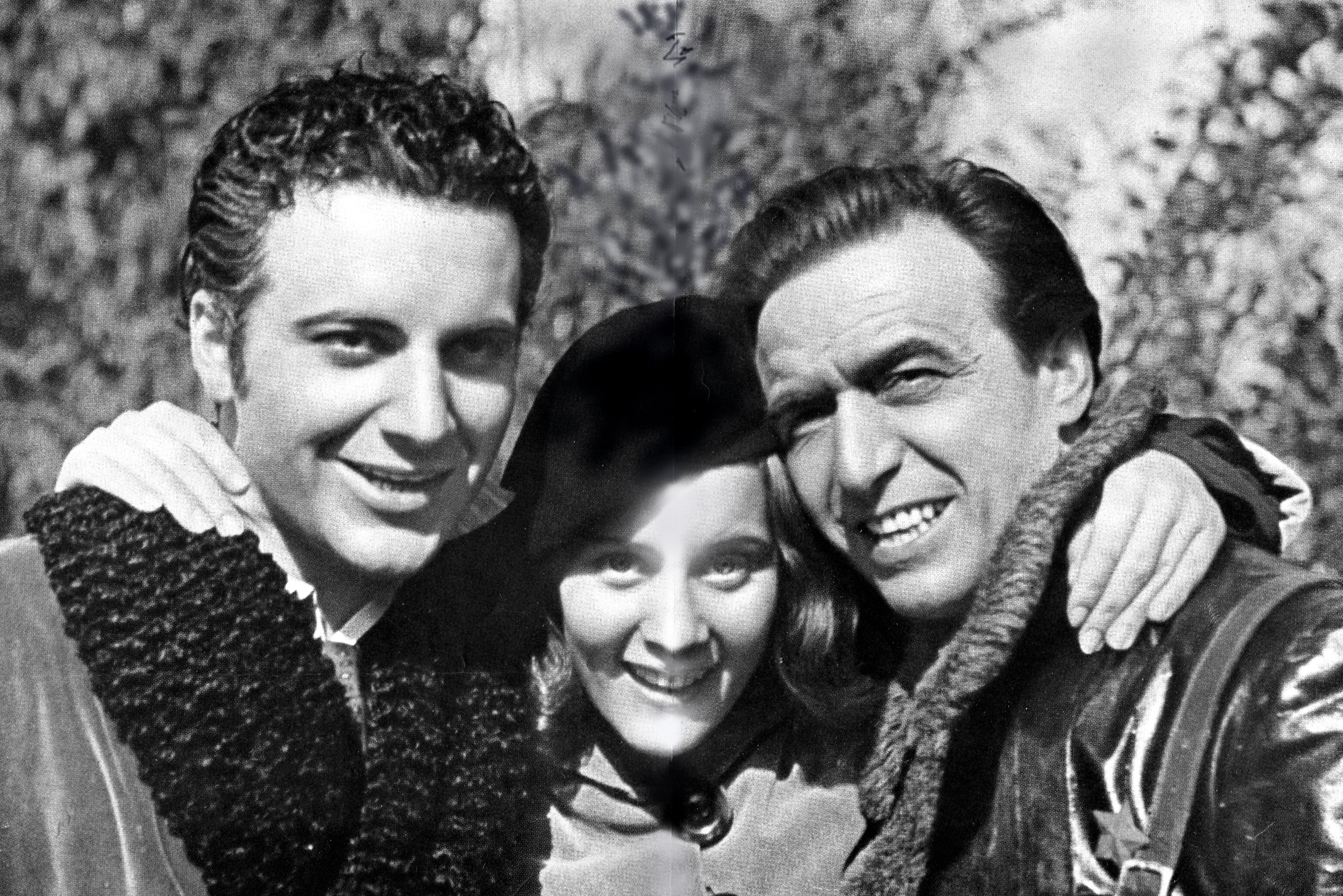
С Алидой Валли и Фоско Джакетти (справа) на съёмочной площадке фильма Noi vivi («Мы — живые»)

В послевоенные годы популярность Брацци в Италии угасла. Романтические герои в период господства неореалистических драм не были востребованы. В 1948 году продюсер Дэвид Селзник пригласил Брацци в Голливуд, где через год итальянец дебютировал в картине «Маленькие женщины» с Джун Эллисон и Элизабет Тейлор. По настоящему возродил карьеру Брацци фильм 1954 года «Босоногая графиня», где он в компании Авы Гарднер и Хамфри Богарта играл итальянского графа. Этот фильм окончательно утвердил его в Голливуде в амплуа латинского любовника. В том же году Брацци снялся ещё в одном успешном американском фильме, «Три монеты в фонтане». Через год он исполнил одну из главных ролей в мелодраме «Лето», историю любви его героя-итальянца и американки в исполнении Кэтрин Хепбёрн. В 1958 году Брацци исполнил главную роль в мюзикле «Юг Тихого океана». В 1960 году он появился в роли античного учёного Архимеда в пеплуме Пьетро Франчиши «Осада Сиракуз».
Актёрская карьера Брацци продолжалась до самой его смерти. На его счету более двухсот фильмов, среди которых можно выделить «Считай свои благословения» (1959), «Интрига» (1964), «Битва на Вилле Фиорита» (1965), «Семь раз женщина» (1967), «Гибель на вулкане Кракатау» (1969) и «Большой вальс» (1972).
В 1984 году имя Брацци оказалось в новостных заголовках в связи с расследованием дела о контрабанде оружия и наркотиков. Позднее все обвинения против актёра были сняты.
Россано Брацци скончался 24 декабря 1994 года в Риме. Брацци был женат дважды. Первая жена, Лидия Бертолини, умерла в 1981 году. Вторая супруга, Исла Фишер, пережила Брацци.